# Giovanni Maria Mataloni

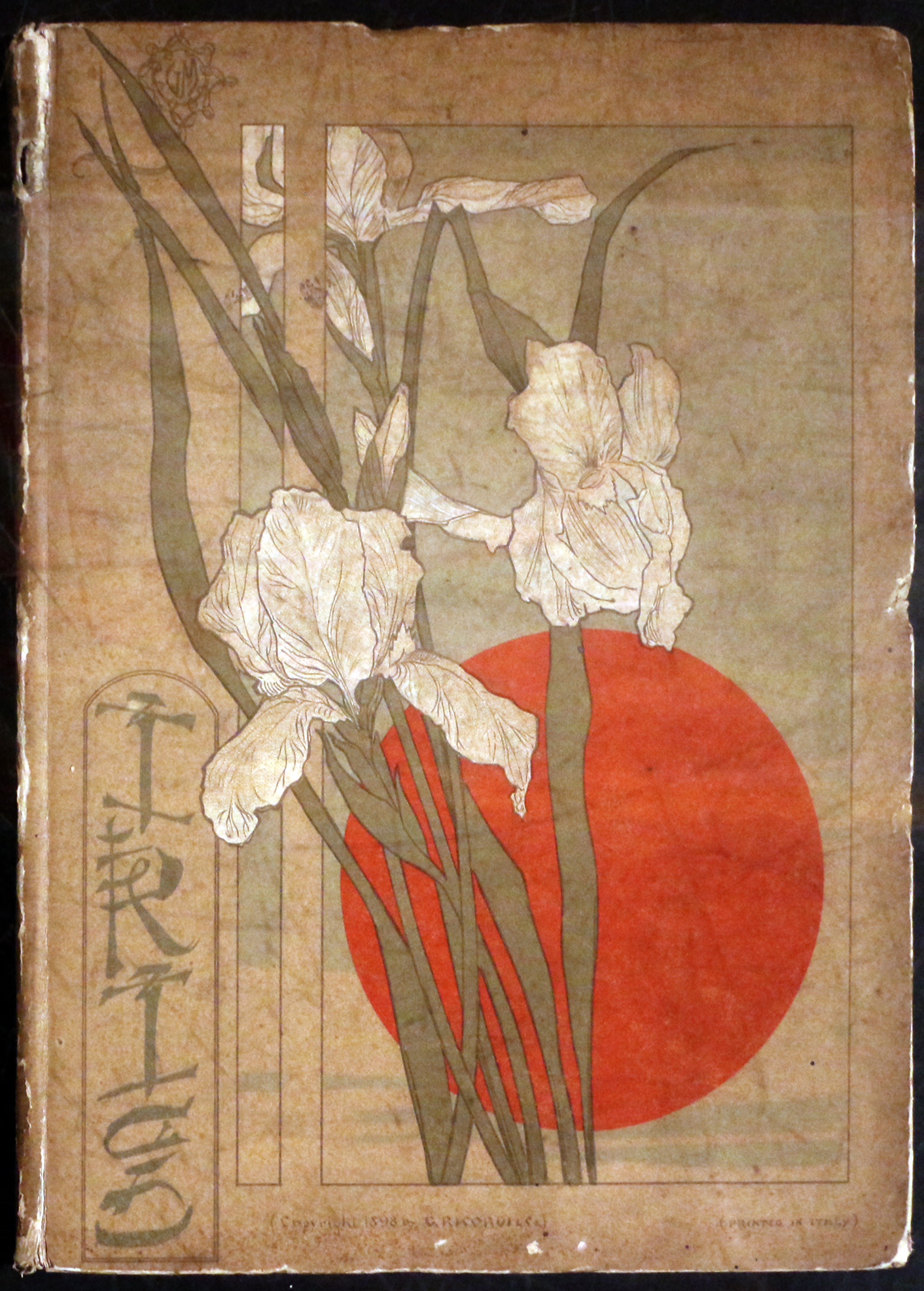
Copertina per il libretto di Iris, Ricordi, 1898

Giovanni Maria Mataloni (Roma, 24 luglio 1869 – Roma, 21 settembre 1944) è stato un pubblicitario e illustratore italiano.

## Biografia
Giovanni Maria Mataloni, di origini nobili, nacque a Roma il 24 luglio 1869 da Pietro e Agnese Papi, entrambi marchigiani. La famiglia paterna possedeva numerose cartiere nella zona di Pioraco, in provincia di Macerata. Esponente del Liberty, è considerato, assieme a Leonetto Cappiello, Adolf Hohenstein, Leopoldo Metlicovitz e Marcello Dudovich uno dei padri del moderno cartellonismo italiano.
Il suo primo manifesto è datato 1891. Ha collaborato con la Ricordi, la De Agostini, le edizioni del Dottor Chappuis di Bologna, l'editore Bocca di Torino, L'Illustrazione Italiana e lo Stabilimento Cromolitografico Alessandro Marzi di Roma. Tenne la cattedra di nudo presso l'Accademia delle Belle Arti di Roma (annoverando tra suoi allievi Umberto Boccioni).
Le notizie relative alla sua vita restano tuttavia scarse. Persino sul nome esatto di questo artista esistono discordanze: alcune fonti riportano Giovanni Mario Mataloni, altre (famiglia inclusa) Giovanni Maria Mataloni.
Negli ultimi anni si dedicò al ritratto, in particolare di bambini e di donne, utilizzando pastelli dai toni più delicati, con felice e minuto tratteggio.

## Principali manifesti
- 1895 - Società Anonima per l'Incandescenza a Gas - Brevetto Auer
- 1897 - La Tribuna
- 1898 - Pillole Ricostituenti Formula Grocco - Società Anonima Prodotti Chimici Cesare Pegna & Figli, Firenze
- 1902 - Associazione Artistica Internazionale - Natale di Roma
- 1904 - Associazione Artistica Internazionale - Festa di Cervara
- 1905 - IX Centenario della Badia Greca di Grotta Ferrata - Prima Esposizione di Arte Italo Bizantina
- 1906 - Inaugurazione del Sempione
- 1909 - L'Ora
- 1910 - Birra Livorno

## Cartamoneta
Nel 2018, il numismatico Gerardo Vendemia ha pubblicato uno studio dal quale si evince che Giovanni Maria Mataloni è stato anche disegnatore di cartamoneta. Nel 1916 infatti venne incaricato di disegnare il "Biglietto di Stato" da 10 lire, l'unico taglio che veniva ancora stampato con l'effige del re Umberto I, deceduto nel 1900. Per vicende legate agli eventi bellici e politici, la sua cartamoneta da 10 lire fu approvata solo il 23 novembre del 1944, a circa due mesi di distanza dalla la sua morte.
Rispetto al disegno originale si resero necessarie modifiche grafiche minori, legate principalmente ad alcune iscrizioni e alla necessità di rimuovere i simboli della monarchia, ma in basso a sinistra è presente la dicitura "G. M. MATALONI DIS.".